# Malojapas
De Zwitserse Malojapas is een bergpas in de Rätische Alpen die het Val Bregaglia (Duits: Bergell) met het Engadin (Retoromaans: Engiadina) verbindt.

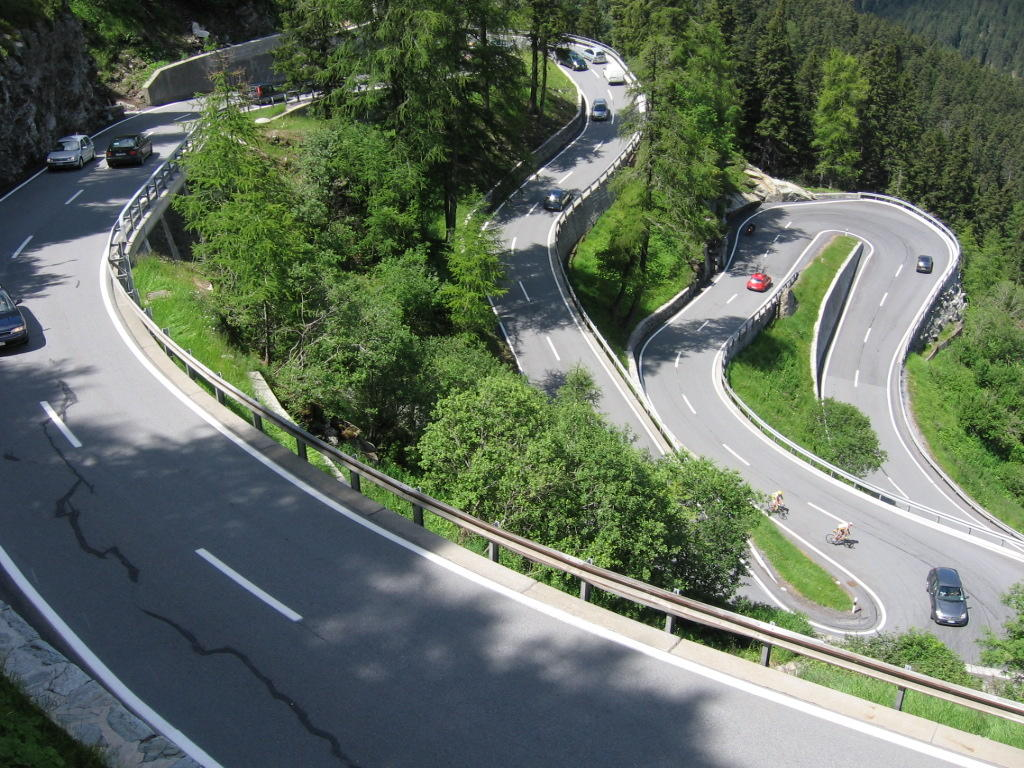
Malojapas

De Malojapas heeft één steile kant, aan de westzijde. Vanuit het Italiaanse Chiavenna klimt hij in 32 km 1482 meter. Gedurende 49 km aan de andere kant (tot Zernez) verliest hij slechts 343 meter hoogte en in de eerste 25 kilometer slechts ongeveer 100 meter.

## Topografie
De pashoogte van de Malojapas is relatief beperkt, maar het smalle dal van de Inn ten oosten van Susch maakte deze Alpenovergang lange tijd minder evident dan men zou verwachten. Vaak werd en wordt voor doorgaand wegverkeer de Malojapas gecombineerd met de relatief hoge Julierpas (2284 m) om bij Chur in het Rijndal uit te komen. De Malojapas vormt de prominentiecol van de Piz Bernina en vormt de scheiding tussen de Oberhalbsteiner Alpen in het westen en de Bernina-Alpen in het oosten. De pas vormt eveneens de waterscheiding tussen Inn en Ticino.

## Geschiedenis
De Malojapas was, in combinatie met de Julierpas, al in de oudheid een belangrijke Alpenovergang. Later verloor hij ten gunste van de veel hogere Pass da Sett (Duits: Septimerpass) aan betekenis, maar sinds 1820 is hij veel belangrijker, doordat de Malojapas, in tegenstelling tot de Pass da Sett, werd uitgebouwd voor verkeer en later autoverkeer. De 2310 meter hoge Pass da Sett is nu alleen via voetpaden te begaan. Tot de opening van de San Bernardinopas was het de belangrijkste verbinding tussen Chur en Milaan.
Afstanden en hoogten van Chiavenna naar Silvaplana:
- 0 km Chiavenna 333 meter (begin van het Italiaans-sprekende Val Bregaglia).
- 10 km Castasegna 696 meter (eerste dorp over de Zwitserse grens).
- 13 km Promontongo 802 meter.
- 16 km Stampa 994 meter.
- 18 km Borgonovo 1029 meter.
- 19 km Vicosoprano 1065 meter.
- 27 km Casaccia 1458 meter (laatste dorp in Val Bregaglia).
- 32 km Malojapas 1815 meter.
- 33 km Maloja 1809 meter (eerste dorp in het Engadin; geografisch gezien deel van het Engadin, maar Italiaanstalig; Italiaans: Maloggia).
- 40 km Segl 1798 meter (eerste Rhetoromaans- / Duitstalige dorp; Duits: Sils im Engadin).
- 44 km Silvaplana 1802 meter.

Het (Ober-)Engadin, dat in Maloja begint, loopt na Silvaplauna (Duits: Silvaplana), waar de Julierpas uit noordelijke richting uitkomt, verder richting Champfer en San Murezzan (Duits: St. Moritz) naar de centrale vlakte van het Oberengadin, waar de plaatsen Celerina, Samedan en Pontresina liggen. Het dal daalt geleidelijk naar het Oostenrijkse Landeck. De doorgang Landeck - Chiavenna is een van de laagste mogelijkheden om de Alpen over te steken; Maloja, op 1815 meter, is het hoogste punt.
Tussen Maloja en Segl (Sils i. E.) ligt het Lej da Segl, een kilometers lang meer dat op het diepste punt circa 90 meter diep is. Tussen Segl en Silvaplauna ligt het Lej da Silvaplauna, tussen Silvaplauna en Champfer het Lej da Champfer, en bij San Murezzan het Lej da San Murezzan.
Van 's ochtends tot 's avonds rijden over de Malojapas bussen. De Zwitserse Post rijdt iedere een à twee uur met een Postbus tussen St. Moritz en Chiavenna; in beide steden zijn goede aansluitingen op de treinen. De Postbussen nemen ook fietsen mee, wat fietsers de mogelijkheid geeft om op de fiets 1482 meter af te dalen zonder weer naar boven te hoeven fietsen. 